# Puchar Islandii w piłce siatkowej mężczyzn (2010/2011)
Puchar Islandii w piłce siatkowej mężczyzn 2010/2011 (oficjalnie Bridestonebikarinn 2010/2011) - 37. sezon rozgrywek o siatkarski Puchar Islandii odbywających się od 1975 roku. Zainaugurowane zostały 19 listopada 2010 roku i trwały do 20 marca 2011 roku. Brały w nich udział kluby z 1. delid i 2. deild.
Rozgrywki składały się z trzech rund. W pierwszej rundzie drużyny podzielone zostały na dwie grupy (A i B), w każdej po trzy zespoły. Zwycięzcy grup awansowali do półfinałów, natomiast zespoły z miejsc 2 i 3 rywalizowały w drugiej rundzie. Mecze w dwóch pierwszych rundach grane były do dwóch wygranych setów. Trzecią rundę stanowiły półfinały i finał. 
Turniej finałowy odbył się w dniach 19-20 marca 2011 roku w Laugardalshöll w Reykjavíku. Puchar Islandii zdobył zespół KA, pokonując w finale Stjarnan.

## Terminarz
| Runda            | Termin            | Termin            | Liczba meczów |
| Runda            | pierwszy mecz     | ostatni mecz      | Liczba meczów |
| ---------------- | ----------------- | ----------------- | ------------- |
| Pierwsza runda   | 19 listopada 2010 | 20 listopada 2010 | 12            |
| Druga runda      | 11 lutego 2011    | 12 lutego 2011    | 6             |
| Turniej finałowy | 19 marca 2011     | 20 marca 2011     | 3             |

## Drużyny uczestniczące
| 1. deild          | 1. deild    |
| Zespół            | Osiągnięcie |
| ----------------- | ----------- |
| Fylkir            | druga runda |
| HK                | półfinał    |
| KA                | zwycięstwo  |
| Stjarnan          | finał       |
| Þróttur Reykjavík | półfinał    |

| 2. deild            | 2. deild    |
| Zespół              | Osiągnięcie |
| ------------------- | ----------- |
| Þróttur Neskaupstað | druga runda |

## Pierwsza runda

### Grupa A
Tabela
| Lp. | Drużyna             | Pkt | Mecze | Mecze | Mecze | Sety | Sety | Sety  | Małe punkty | Małe punkty | Małe punkty |
| Lp. | Drużyna             | Pkt | M     | W     | P     | wyg. | prz. | ratio | zdob.       | str.        | ratio       |
| --- | ------------------- | --- | ----- | ----- | ----- | ---- | ---- | ----- | ----------- | ----------- | ----------- |
| 1   | KA                  | 7   | 4     | 3     | 1     | 6    | 2    | 3.000 | 194         | 170         | 1.141       |
| 2   | Þróttur Neskaupstað | 6   | 4     | 2     | 2     | 5    | 4    | 1.250 | 194         | 196         | 0.990       |
| 3   | Þróttur Reykjavík   | 5   | 4     | 1     | 3     | 2    | 7    | 0.286 | 183         | 205         | 0.893       |

Źródło: blak.is
Zasady ustalania kolejności: .
Punktacja: zwycięstwo – 2 pkt; porażka – 1 pkt
Wyniki spotkań
| 19.11.2010 | Þróttur Neskaupstað | 1:2 (21:25, 25:21, 8:15) | Þróttur Reykjavík |

| 19.11.2010 | KA | 2:0 (25:15, 26:24) | Þróttur Reykjavík |

| 19.11.2010 | KA | 2:0 (25:20, 25:19) | Þróttur Neskaupstað |

| 20.11.2010 | Þróttur Reykjavík | 0:2 (23:25, 19:25) | Þróttur Neskaupstað |

| 20.11.2010 | Þróttur Reykjavík | 0:2 (18:25, 23:25) | KA |

| 20.11.2010 | Þróttur Neskaupstað | 2:0 (26:24, 25:19) | KA |

### Grupa B
Tabela
| Lp. | Drużyna  | Pkt | Mecze | Mecze | Mecze | Sety | Sety | Sety  | Małe punkty | Małe punkty | Małe punkty |
| Lp. | Drużyna  | Pkt | M     | W     | P     | wyg. | prz. | ratio | zdob.       | str.        | ratio       |
| --- | -------- | --- | ----- | ----- | ----- | ---- | ---- | ----- | ----------- | ----------- | ----------- |
| 1   | HK       | 8   | 4     | 4     | 0     | 8    | 1    | 8.000 | 210         | 177         | 1.186       |
| 2   | Stjarnan | 6   | 4     | 2     | 2     | 4    | 5    | 0.800 | 196         | 196         | 1.000       |
| 3   | Fylkir   | 4   | 4     | 0     | 4     | 2    | 8    | 0.250 | 185         | 218         | 0.849       |

Źródło: blak.is
Zasady ustalania kolejności: .
Punktacja: zwycięstwo – 2 pkt; porażka – 1 pkt
Wyniki spotkań
| 19.11.2010 | Stjarnan | 0:2 (22:25, 26:28) | HK |

| 19.11.2010 | Fylkir | 0:2 (12:25, 23:25) | HK |

| 19.11.2010 | Stjarnan | 2:1 (21:25, 25:22, 15:12) | Fylkir |

| 20.11.2010 | HK | 2:0 (25:19, 25:18) | Stjarnan |

| 20.11.2010 | Fylkir | 0:2 (21:25, 13:25) | Stjarnan |

| 20.11.2010 | HK | 2:1 (25:23, 17:25, 15:9) | Fylkir |

## Druga runda

### Tabela
| Lp. | Drużyna             | Pkt | Mecze | Mecze | Mecze | Sety | Sety | Sety  | Małe punkty | Małe punkty | Małe punkty |
| Lp. | Drużyna             | Pkt | M     | W     | P     | wyg. | prz. | ratio | zdob.       | str.        | ratio       |
| --- | ------------------- | --- | ----- | ----- | ----- | ---- | ---- | ----- | ----------- | ----------- | ----------- |
| 1   | Þróttur Reykjavík   | 6   | 3     | 3     | 0     | 6    | 1    | 6.000 | 160         | 117         | 1.368       |
| 2   | Stjarnan            | 5   | 3     | 2     | 1     | 5    | 2    | 2.500 | 157         | 130         | 1.208       |
| 3   | Þróttur Neskaupstað | 4   | 3     | 1     | 2     | 2    | 4    | 0.500 | 115         | 135         | 0.852       |
| 4   | Fylkir              | 3   | 3     | 0     | 3     | 0    | 6    | 0.000 | 101         | 151         | 0.669       |

Źródło: blak.is
Zasady ustalania kolejności: .
Punktacja: zwycięstwo – 2 pkt; porażka – 1 pkt

### Wyniki spotkań
| 11.02.2011 | Þróttur Neskaupstað | 2:0 (25:13, 25:22) | Fylkir |

| 11.02.2011 | Stjarnan | 1:2 (22:25, 25:20, 9:15) | Þróttur Reykjavík |

| 12.02.2011 | Fylkir | 0:2 (17:25, 24:26) | Stjarnan |

| 12.02.2011 | Þróttur Reykjavík | 2:0 (25:21, 25:15) | Þróttur Neskaupstað |

| 12.02.2011 | Þróttur Reykjavík | 2:0 (25:16, 25:9) | Fylkir |

| 12.02.2011 | Þróttur Neskaupstað | 0:2 (12:25, 17:25) | Stjarnan |

## Turniej finałowy

### Półfinały
| 19.03.2011 | KA | 3:0 (25:20, 25:23, 25:20) | Þróttur Reykjavík |

| 19.03.2011 | HK | 2:3 (12:25, 20:25, 25:12, 25:23, 10:15) | Stjarnan |

### Finał
| 20.03.2011 | KA | 3:0 (25:13, 25:14, 25:20) | Stjarnan |

## Klasyfikacja końcowa
| Miejsce | Zespół              |
| ------- | ------------------- |
| 1       | KA                  |
| 2       | Stjarnan            |
| 3-4     | HK                  |
| 3-4     | Þróttur Reykjavík   |
| 5       | Þróttur Neskaupstað |
| 6       | Fylkir              |